# Efix
EFi-X（イーエフアイ-エックス）は、 Art Studios Entertainment Media社 が2008年に発表したハードウェアベースのブートローダ である。2008年に最初のバージョンとなるv1.0が発売され、翌年の2009年にはv1.1が発売されている。

## 概説
x86およびAMD64アーキテクチャベースのコンピューターにおいてEFIをエミュレーションするハードウェアであり、同仕様に準拠したオペレーティングシステム をBIOSをベースとするコンピューター上にて動作させる事ができる。
EFi-Xには Art Studios Entertainment Media社が提供する動作必要条件が存在しており、安定して動作させるためには同条件に準拠したコンピューターが必要となる。

## 製品のバージョンによる違い
2010年、EFi-Xにはv1.0とv1.1の2つのバージョンが存在する。
v1.0とｖ1.1の間にはハードウェアの構造、ブートできるオペレーティングシステム等に違いが存在している。
v1.0において未実装であったESD静電防止モジュールがv1.1にて実装され、v1.1においてMac OS X v10.6 (Snow Leopard) に対応している。

## ライセンスとの問題
Mac OS XのEULAによれば、Apple以外が製造したコンピュータにおいて同社製オペレーティングシステムであるMac OS Xを動作させる事を禁止しており、EFi-Xを用いて同オペレーティングシステムをアップルの商標を付していないコンピュータ上において動作させる事はライセンス違反となる可能性がある。
Psystar CorporationがEFi-Xと同様の技術を用いて製造販売しているMac OS Xをプリインストールしたコンピュータ製品に対しアップルからデジタルミレニアム著作権法に違反するとして訴訟を起こされている。